# Hans Visser (biograaf)
Hans Visser (Leeuwarden, 27 november 1936 – Maassluis, 22 augustus 2001) was een Nederlands biochemicus en Vestdijk-kenner. Hij kreeg bekendheid als auteur van de eerste grote biografie van schrijver Simon Vestdijk.
Tijdens zijn schooltijd raakte hij onder de indruk van deze literator. Visser studeerde scheikunde aan de Technische Hogeschool in Delft en promoveerde in 1973 in Engeland tot PhD. Hij was verzamelaar van Vestdijkiana en werd later voorzitter van de Vestdijkkring. Aanvankelijk zou hij de biografie schrijven voor De Bezige Bij, samen met auteur en letterkundige Anne Wadman. Na openbaring van een proefhoofdstuk trok de weduwe van Vestdijk echter haar medewerking in, waardoor veel bronmateriaal ontoegankelijk bleef. Dit leidde tot een conflict tussen Visser en Wadman over de haalbaarheid van het project. Visser ging alleen verder en in 1987 verscheen Simon Vestdijk, een schrijversleven bij uitgeverij Kwadraat. Hoewel de biografisch onervaren Visser bij de uiteindelijke publicatie van het boek, op voorstel van de uitgever, werd begeleid door literair criticus en biograaf Max Nord en musicoloog Emanuel Overbeeke, kreeg het werkstuk toch in het algemeen slechte kritieken. Men verweet Visser onder meer psychologiseren, feitelijke onjuistheden en gebrekkige compositie.
In 2005 verscheen bij de Bezige Bij alsnog Vestdijk, een biografie, geschreven door Wim Hazeu, een geautoriseerde biografie, met volledige medewerking van de weduwe Vestdijk. 

## Publicaties
- Hans Visser, met medewerking van Max Nord: Simon Vestdijk, kinderjaren (voorpublicatie), Uitg. Kwadraat, Utrecht, 1987
- Hans Visser, met medewerking van Max Nord en Emanuel Overbeeke: Simon Vestdijk, een schrijversleven. Uitg. Kwadraat, Utrecht, 1987. ISBN 90-6481-076-1
- Hans Visser, Brieven rond de Vestdijk-Biografie. Uitg. Sijthoff, Amsterdam, 1989. ISBN 90-218-0471-9

- Digitale Bibliotheek voor de Nederlandse Letteren: viss025
- Gemeinsame Normdatei: 1051914884
- Nederlandse Thesaurus van Auteursnamen: 072316454
- Virtual International Authority File: 284344600
- WorldCat: E39PBJh8Rpc4Q96hQYxMkrKTpP